# Forces d'occupation
Forces d'occupation (titre original : Occupation Force) est une nouvelle de science-fiction de Frank Herbert, parue en août 1955 dans Fantastic Science Fiction.

## Parutions

### Parutions aux États-Unis
La nouvelle est parue en août 1955 dans Fantastic Science Fiction.
En dernier lieu, la nouvelle a été publiée dans The Collected Stories of Frank Herbert (2014, réédition en 2016).

### Parutions en France
La nouvelle est parue en langue française :
- dans Le Livre d'or de la science-fiction : Frank Herbert, éd. Pocket, coll. « Science-fiction », no 5018, 1978, pages 147 à 154 ; réédité ensuite par le même éditeur sous le titre Le Prophète des sables ;
- dans Nouvelles - 1 : 1952-1962  (ISBN 978-2-84344-976-5), éd. Le Bélial', coll. « Kvasar », 2021, pages 157 à 160 ; réédition, Gallimard, coll. « Folio SF » no 721, 2023.

### Parutions dans d'autres pays
- en langue allemande : Die Invasoren (1974) ;
- en langue roumaine : Forțele de ocupație (1991).

## Résumé
Les Humains apprennent une nouvelle d'une importance extrême : on a détecté un immense vaisseau spatial qui s'approche près de la Terre. Ces Aliens viennent-ils en amis ou en ennemis ? 
Le vaisseau arrive à New York, se stabilise, et une petite navette spatiale en sort. Un contact entre Aliens et Humains va avoir lieu. Le vaisseau se pose, une porte s'ouvre et des êtres en sortent. Le général Henry Llewellyn, en qualité de chef d'état-major interarmées des États-Unis, représente son pays et de ce fait l'humanité tout entière. L'être qui est sorti du vaisseau déclare, dans un anglais parfait, qu'il est le représentant de Krolia et qu'il vient établir des liens diplomatiques entre Kroliens et Humains. Mais la première phrase du général est celle à laquelle pensent tous les Humains : les Kroliens viennent-ils en amis ou alors en ennemis conquérants ? L'ambassadeur krolien se tourne auprès de son adjoint et se plaint de ce que le Ministère des Affaires coloniales soit bourré d'incompétents et de ronds-de-cuir. 
L'ambassadeur krolien fait alors remarquer au général Llewellyn que les Kroliens sont des êtres humains, comme Llewellyn et les autres Humains de la planète. En fait, les Kroliens ont envoyé sur Terre, il y a des milliers d'années, des vaisseaux de colonisation, et les êtres humains d'aujourd'hui ne sont que des Kroliens qui ont colonisé la planète. Les Kroliens ne viennent pas aujourd'hui en ennemis, puisqu'ils rendent visitent à leurs lointains frères et sœurs qui ont colonisé la planète.